# Canton de Villenauxe-la-Grande
Le canton de Villenauxe-la-Grande est une ancienne division administrative française, située dans le département de Aube en région Champagne-Ardenne.

## Géographie
Ce canton était organisé autour de Villenauxe-la-Grande dans l'arrondissement de Nogent-sur-Seine.

## Histoire
Par le décret du 21 février 2014, le canton est supprimé à compter des élections départementales de mars 2015. Il est englobé dans le canton de Nogent-sur-Seine.

## Administration

### conseillers généraux de 1833 à 2015
| Période           | Identité                            | Parti              | Qualité |
| ----------------- | ----------------------------------- | ------------------ | --- |
| 1833-1848         | Nicolas Louis Jacob-Fagot           |                    | Propriétaire, maire de Villenauxe                                                                                |
| 1848-1860         | Hilaire Alexandre Corrard-Fagot     |                    | Propriétaire, conseiller municipal de Villenauxe                                                                 |
| 1861-1870         | Eugène de Bélot, Marquis de Ferreux |                    | Maire de Ferreux                                                                                                 |
| 1870-1880         | Ernest Roy                          | Droite             | Directeur général de l'enregistrement des domaines et du timbre, Paris                                           |
| 1880-1893 (décès) | Arsène Adrien Biche                 | Républicain        | Propriétaire à Troyes                                                                                            |
| 1893-1919         | Paul Geslin (1850-1922)             | Républicain        | Tourneur à Villenauxe-la-Grande                                                                                  |
| 1919-1940         | Gaston Rolle (1873-1949)            | Rad. puis Rad.ind. | Médecin à Villenauxe-la-Grande                                                                                   |
|                   |                                     |                    | |
| 1943-1945         | Henri Cousin                        |                    | Conseiller d'arrondissement, conseiller municipal de Villenauxe-la-Grande Nommé conseiller départemental en 1943 |
|                   |                                     |                    | |
| 1945-1949 (décès) | Gaston Rolle                        | Rad.               | Médecin à Villenauxe-la-Grande                                                                                   |
| 1949-1979         | Marcel Delahaye                     | RI puis UDF        | Meunier - Maire de Villenauxe-la-Grande                                                                          |
| 1979-2004         | Jean-Michel Chevrier                | PS                 | Conseiller municipal de Villenauxe-la-Grande                                                                     |
| 2004-2015         | Christophe Dham                     | DVD                | Ingénieur Maire de Villenauxe-la-Grande (2008-2014)                                                              |

### Conseillers d'arrondissement (de 1833 à 1940)
Le canton de Villenauxe avait deux conseillers d'arrondissement.
| Période                                  | Période      | Identité           | Étiquette | Qualité |
| ---------------------------------------- | ------------ | ------------------ | --------- | --- |
| 1833                                     | 1848         | Etienne Gennerat   |           | Maire de Périgny                                                                                            |
| 1833                                     | 1839         | Victor-Marie Guyon |           | Propriétaire, maire de Villenauxe-la-Grande                                                                 |
| 1839                                     | 1845         | Louis Amand Jacob  |           | Propriétaire à Villenauxe-la-Grande, juge de paix                                                           |
| 1845                                     | 1848         | M. Nonat           |           | Propriétaire à Villenauxe-la-Grande                                                                         |
|                                          |              |                    |           | |
|                                          | 1919         | Louis Gaillard     |           | Maire de Villenauxe-la-Grande                                                                               |
| 1919                                     | 1933 (décès) | Henri Beaugrand    | Radical   | Propriétaire, maire de Villenauxe-la-Grande                                                                 |
| 1919                                     | 1931 (décès) | Charles Andry      |           | Propriétaire à La Villeneuve-au-Châtelot                                                                    |
| 1931                                     | 1940         | Jules Roy          | Radical   | Maire de Montpothier                                                                                        |
| 1934                                     | 1940         | Henri Cousin       | Radical   | Administrateur de la Caisse d'Epargne, conseiller municipal de Villenauxe-la-Grande                         |
| 1940                                     |              |                    |           | Les conseils d'arrondissement ont été suspendus par la loi du 12 octobre 1940 et n'ont jamais été réactivés |
| Les données manquantes sont à compléter. |              |                    |           | |

## Composition
Le canton de Villenauxe-la-Grande regroupait sept communes et comptait 4 566 habitants, selon le recensement de 2009 (population municipale).
- Barbuise
- Montpothier
- Périgny-la-Rose
- Plessis-Barbuise
- La Saulsotte
- La Villeneuve-au-Châtelot
- Villenauxe-la-Grande

## Démographie
| 1962  | 1968  | 1975  | 1982  | 1990  | 1999  | 2006  | 2011  | 2012  |
| ----- | ----- | ----- | ----- | ----- | ----- | ----- | ----- | ----- |
| 3 203 | 3 188 | 2 936 | 2 971 | 3 325 | 4 125 | 4 399 | 4 665 | 4 661 |